# Seis días de Indianápolis
Los Seis días de Indianápolis fue una carrera de ciclismo en pista, de la modalidad de seis días, que se corrió en Indianápolis (Estados Unidos). Su primera edición data de 1913 y duró hasta 1938, disputándose tres ediciones.

## Palmarés
| Año     | Ganadores                   | Segundos                      | Terceros                    |
| ------- | --------------------------- | ----------------------------- | --------------------------- |
| 1913    | Peter Drobach Paddy Hehir   | George Cavanagh Martin Ryan   | Worth Mitten Gordon Walker  |
| 1914-36 | ediciones no realizadas     |                               |                             |
| 1937    | Gustav Kilian Heinz Vopel   | Fred Ottevaire Charles Winter | Henry O'Brien Jack Sheehan  |
| 1938    | Henri Lepage Fernand Wambst | Jules Audy Ernst Bühler       | Piet van Kempen Freddy Zach |